# Closure / Continuation
Closure / Continuation (C/C) is het elfde studioalbum van Porcupine Tree (P/T). 

## Inleiding
De tournee behorende bij studioalbum The incident werd op 14 oktober 2010 afgesloten in de Royal Albert Hall. Het kwartet Steven Wilson, Richard Barbieri, Colin Edwin en Gavin Harrison praatten nog wat na, maar dan gaat ieder zijn eigen weg. Plannen voor een nieuw album of optredens zijn er niet. Volgens Harrison waren de leden muzikaal op elkaar uitgekeken. Wilson omschreef het in zijn biografie Limited edition of one (2022) als volgt: Barbieri heeft het niet op metal, Harrsion niet op de gedeelten elektronische muziek en Edwin niet op progressieve rock. Een ander punt was dat Wilson, die een aantal soloalbums had gemaakt daar meer energie in wilde steken en P/T als “bijbaan” ging beschouwen, mede omdat het met P/T maar niet wilde lukken in de Verenigde Staten. Wilson had voorts het idee dat de muziek van P/T onder commerciële druk en druk van de fans de richting op ging van metal, hetgeen hij en de andere leden eigenlijk niet zagen zitten. Er werd vanaf dan meer over P/T gesproken dan dat er daadwerkelijk plannen voor een toekomst waren. Uitzonderingen waren bijeenkomsten van Wilson en Harrison vanaf 2011 waarbij uit de sessies wat fragmenten tevoorschijn kwamen. Maar ook dit leidde niet tot iets definitiefs. Ondertussen werden de leden wanneer ze elders optraden of interviews gaven er steeds aan herinnerd, waar toch dat nieuwe album bleef. Alle vier gaven aan dat de band zeker niet opgeheven was, maar dat ze nog niet bezig waren. Van Wilson kwam wel regelmatig nieuws, want van hem werden behalve zijn eigen albums ook door hem geremixte en geremasterde albums uitgebracht, zoals bijvoorbeeld de Tangerine Dreambox In search of Hades; Harrison drumde bij King Crimson en The Pineapple Thief, Barbieri aan eigen albums.
De sessie met basgitaar (Wilson) en drumstel (Harrison) kregen pas zeer geleidelijk de status van een basis voor een nieuw album. Een van de eerste aanzetten was het intro van Chimera’s wreck. De vaste basgitarist Colin werd daar niet bij betrokken. Het album zou door een trio voltooid worden. Opnamen werden in het geheim gemaakt, zodat er heen druk van buiten af op het album kwam. Tot die eenmaal serieuzer werden brak de coronapandemie uit en alles kwam weer op een laag pitje te staan. In september 2021 werden de opnamen, die alle in de thuisstudios plaatsvonden, afgerond en kwamen de eerste berichten omtrent het nieuwe album naar buiten via sociale media. Op 1 november 2021 kwam het eerste tastbare bewijs, de uitgave van single Harridan. 

## Titel
De titel van het album verwijst naar de instabiliteit van P/T tijdens de hele periode. Wilden ze na die afsluiting (closure) wel een doorstart (continuation) maken of wijst de titel erop dat deze voortzetting (continuation) de afsluiting (closure) is. Tekenend voor de situatie is wellicht dat Harrison zijn promotiepraatje voor dit album in IO Pages 169 hield terwijl hij op tournee was met The Pineapple Thief.     

## Musici
- Steven Wilson – zang, gitaren, basgitaar, piano
- Richard Barbieri – toetsinstrumenten
- Gavin Harrison – drumstel, percussie

Met
- Lisen Rylanden Löve – stemsample track 4
- Suzanne Barbieri – stemsample track 4
- Inspektor J – omgevingsgeluiden in track 4
- Klankbeeld – omgevingsgeluiden track 7

## Muziek
Het album werd in verschillende versies op de markt gebracht; een standaard album, een luxe editie en een “zeer luxe editie”. Dat leidde weer tot gemopper onder de fans.

| Nr. | Titel                                     | Duur |
| --- | ----------------------------------------- | ---- |
| 1.  | Harridan (Harrison, Wilson)               | 8:07 |
| 2.  | Of the new day (Wilson)                   | 4:43 |
| 3.  | Rats return (Harrison, Wilson)            | 5:40 |
| 4.  | Dignity (Barbieri, Wilson)                | 8:22 |
| 5.  | Herd culling (Harrison, Barbieri, Wilson) | 7:03 |
| 6.  | Walk the plank (Barbieri, Wilson)         | 4:27 |
| 7.  | Cinema’s wreck (Harrison, Wilson)         | 9:39 |
| 8.  | Population Three (Harrison, Wilson)       | 6:51 |
| 9.  | Never have (Wilson)                       | 6:07 |
| 10. | Love in the past tense (Harrison, Wilson) | 5:49 |

Track 8, 9 en 10 zijn tracks behorende bij de luxe uitgave. De “zeer luxe uitgave” gaf op de eerste cd het originele album en op de tweede disc de twee tracks met instrumentale versies van allen nummers op dat album.

## Nasleep
Bij uitgifte van het album spoedden de fans zich naar de (elektronische) winkel. Het album stond dan ook rond 2 juli 2023 in de meeste West-Europese albumlijsten, aldus Ducthcharts. In sommige landen behaalde het de topnotering (Duitsland, Nederland, Zwitserland), in andere landen vlak daaronder (Finland, Oostenrijk, Italië, Spanje en Portugal). Hierbij moet dan wel aangetekend worden dat de periode van notering zelden de twee weken overschreed. Alleen in Duitsland bleef het zes weken genoteerd. Engeland spande de kroon, het album stond midweeks op nummer 1, maar aan het eind op nummer 2. Het werd van de eerste plaats gehouden door Harry's House van Harry Styles. De week daarna was het album alweer uit de hitlijst gevallen. Van de vier singles Harridan, Of the new day, Herd culling en Rats return is geen hitnotering terug te vinden. 
Het album werd binnen de niche van de progressieve rock goed onthaald, al waren er hier en daar opmerkingen op de meningen dat het album meer leunt op de techniek dan op pakkende songs. 
Er volgde vanaf 10 september een tournee met 25 concerten verspreid over drie maanden waarbij ze in Amsterdam (november 2022) een niet uitverkochte Ziggo Dome aandeden. Voor de tournee, concerten duurden 3 uur, werden gitarist Randy McStine en basgitarist Nate Navarro ingehuurd.